# 凯茜·詹宁斯
凯瑟琳·詹宁斯（英語：Kathleen Jennings，1953年4月4日—）是美国律师及民主党籍政治人物，现任特拉华州总检察长。

## 早年生活及教育
詹宁斯于1953年4月4日出生于特拉华州威尔明顿，由单亲母亲及两位祖辈抚养长大。詹宁斯于1971年从芒特普莱森特高中毕业，随后获得特拉华大学的英语文学学士学位以及维拉诺瓦大学法学院的法律博士学位。

## 职业生涯
她在特拉华州司法部门工作了二十年，期间担任州检察官及首席副检察长。在其职业生涯中，她成功地审理了多起案件，其中包括连环杀手史蒂文·布赖恩·佩内尔的案件。1995年，她与查尔斯·奥伯利共同创办了自己的律师事务所。
詹宁斯曾在纽卡斯尔县担任首席行政官，但之后她于2018年1月辞职，准备竞选特拉华州总检察长，并成功获得民主党提名。在随后的决选中，她战胜了共和党候选人伯纳德·佩普卡伊，并于2019年1月1日宣誓就职。
在2022年的选举中，詹宁斯以54%的得票率战胜共和党候选人朱莉安娜·默里，成功赢得了第二任期。

## 个人生活
凯茜·詹宁斯有一子和一女，其中儿子居住在巴尔的摩，女儿居住在威尔明顿。

## 选举历史
| 选举结果 | 选举结果 | 选举结果 | 选举结果 | 选举结果    | 选举结果 | 选举结果 | 选举结果 | 选举结果 | 选举结果        | 选举结果 | 选举结果 | 选举结果 |
| -------- | -------- | -------- | -------- | ----------- | -------- | -------- | -------- | -------- | --------------- | -------- | -------- | -------- |
| 年份     | 职位     | 选举     |          | 获胜者      | 政党     | 得票数   | %        |          | 对手            | 政党     | 得票数   | %        |
| 2018年   | 总检察长 | 决选     |          | 凯茜·詹宁斯 | 民主党   | 218,351  | 61.31%   |          | 伯纳德·佩普卡伊 | 共和党   | 137,730  | 38.68%   |
| 2022年   | 总检察长 | 决选     |          | 凯茜·詹宁斯 | 民主党   | 171,837  | 53.83%   |          | 朱莉安娜·默里   | 共和党   | 147,369  | 46.17%   |